# Moldtelecom
Moldtelecom – mołdawski dostawca usług telekomunikacyjnych. Jest dominującym dostawcą telefonii stacjonarnej i internetu mobilnego w kraju.
Przedsiębiorstwo zostało założone w 1993 roku.